# Tragogomphus aurivillii
Tragogomphus aurivillii är en trollsländeart som beskrevs av Sjöstedt 1899. Tragogomphus aurivillii ingår i släktet Tragogomphus och familjen flodtrollsländor. IUCN kategoriserar arten globalt som livskraftig. Inga underarter finns listade i Catalogue of Life.